# Giorgi Popchadse
Giorgi Popchadse (georgisch გიორგი ფოფხაძე; englische Transkription: George Popkhadze; * 25. September 1986 in Tiflis, Georgische SSR) ist ein ehemaliger georgischer Fußballspieler auf der Position eines Abwehrspielers, der zumeist als Linksverteidiger eingesetzt wurde. 

## Vereinskarriere

### Karrierebeginn in der Heimat
Seine aktive Karriere begann der in der Hauptstadt der damaligen Georgischen SSR geborene Popchadse bei seinem Heimatverein, dem Großklub Dinamo Tiflis, bei dem er sämtliche Jugendspielklassen durchlief. Im Laufe der Jahre kam der vielseitig einsetzbare Abwehrspieler als Jugendlicher zu seinem Debüt für die zweite Kampfmannschaft des Hauptstadtklubs, genannt Olimpi Tiflis. Nachdem er in seiner Debütsaison vier Ligaspiele für die zweite Mannschaft absolvierte und dabei mit der Mannschaft knapp das Aufstiegsplay-off versäumte, kam er bereits in der darauffolgenden Saison als 17- bzw. 18-Jähriger zu seinen ersten Einsätzen im Profiteam. So kam der Defensivakteur bis zum Saisonende auf 16 Erstligaeinsätze und erreichte mit dem Georgischen Rekordmeister (seit der Unabhängigkeit 1991) mit fünf Punkten Vorsprung auf den nächstplatzierten Verfolger Torpedo Kutaissi den ersten Tabellenplatz in der höchsten Spielklasse des Landes. Nach dem Meistertitel sicherte sich der Hauptstadtklub auch noch den Sieg im Super-Cup mit einem 1:0 über den Lokalrivalen und Cupsieger Lok Tiflis. Parallel dazu wurde Popchadse 2004/05 auch in fünf Meisterschaftspartien der zweiten Kampfmannschaft eingesetzt und erreichte dabei mit dem Team einen sechsten Platz in der georgischen Zweitklassigkeit. Nach nur zwölf Einsätzen für die Profis in der Spielzeit 2005/06, während denen er allerdings zwei Treffer erzielte und sich damit auch erstmals als Torschütze im Profifußball einbrachte, trat der frischgebackene georgische U-21- und A-Nationalspieler einen Wechsel ins Ausland an. Dabei zog es ihn in der Sommerpause vor der Saison 2006/07 nach Dänemark zur dort in der Erstklassigkeit spielenden Viborg FF, mit der er noch in seiner ersten Spielzeit in den Abstiegskampf verwickelt wurde.

### Versuchte Etablierung als Stammspieler in Dänemark
Sein Debüt für die Dänen gab der Georgier, der noch zuvor im gleichen Jahr an Olympiakos Piräus nach Griechenland ausgeliehen, dort aber nie im Profibereich eingesetzt wurde, am 12. November 2006 bei der 1:3-Auswärtsniederlage gegen den FC Midtjylland. In dieser Begegnung wurde er kurz vor Spielende für den langjährigen Viborg-Spieler und Routinier Thomas Tengstedt eingesetzt. Nachdem er bei seinem zweiten Ligaeinsatz im darauffolgenden März bereits in der Startformation stand, jedoch nach etwa einer Stunde durch den gelernten Mittelfeldakteur Lasse Kryger ersetzt wurde, kam er in der Folgezeit großteils als Stammspieler zum Einsatz und spielte dabei meist über die volle Spieldauer durch. Mit der Mannschaft kam er im Endklassement noch auf den neunten Tabellenplatz, nachdem das Team längere Zeit in den Abstiegskampf verwickelt war. In den folgenden Spielzeiten setzte Popchadse darauf sich als Stammspieler in der Abwehrreihe von Viborg zu etablieren. Dies gelang ihm allerdings nur bedingt, indem er sich von Jahr zu Jahr um einige Einsätze mehr steigerte. Bereits in der Saison 2007/08 konnte sich die Viborg FF nicht mehr in der höchsten dänischen Fußballliga halten und stieg mit 20 Punkten aus 33 Spielen als Vorletzter zusammen mit dem Lyngby BK in die zweitklassige dänische 1. Division ab. Der junge Georgier brachte es in dieser Spielzeit bereits auf 14 Ligaeinsätze, in denen er zumeist auch über die volle Spieldauer eingesetzt wurde, aber noch weit von einer fixen Etablierung als Stammspieler entfernt war. Dabei gelang ihm am 27. April 2008 bei der 3:5-Auswärtsniederlage gegen den FC Nordsjælland eine Torvorlage; die einzigen Scorerpunkte in der gesamten Saison. Obgleich dieser verhältnismäßig wenigen Einsätze wurde Popchadse im Laufe des Jahres 2008 von den Fans der Viborg FF zum „Spieler des Jahres“ gewählt, was sie vor allem seiner angeblich herausragenden Leistung, seiner kampfbetonten Haltung und Aggressivität, der hohen Laufbereitschaft und dem riesigen Kämpferherz zuschrieben. Von seinem Verein wurde der georgische Teamspieler als moderner Verteidiger beschrieben, der auf beiden Abwehrseiten zum Einsatz kommen kann, vorwiegend aber links spielt, aber auch den Weg in den gegnerischen Strafraum sucht, um dort seinen Kameraden auszuhelfen.
Nach dem Abstieg in die zweithöchste Spielklasse des Landes konnte sich der georgische Defensivakteur abermals nicht wirklich im Profikader durchsetzen und brachte es auf 16 von 30 möglich gewesenen Ligaeinsätzen, wobei er erneut torlos blieb. In der 1. Division konnte sich das Team zwar in der Saison 2008/09 in der oberen Tabellenhälfte etablieren, war von einem Wiederaufstieg in die dänische Erstklassigkeit jedoch noch weit entfernt und brachte es letztendlich auf den souveränen vierten Platz. Noch im Januar 2009 verlängerte der Spieler seinen Vertrag beim dänischen Klub um weitere zweieinhalb Jahre bis zum Sommer 2011. Nach dem weiteren Verbleib in der 1. Division konnte Popchadse zwar seine Einsatzzahlen erhöhen, jedoch die Mannschaftsleistung aus der vorhergegangenen Spielzeit nicht mehr wirklich beibehalten, weshalb man zum Ende der Spielzeit 2009/10 auf den siebenten Tabellenplatz abrutschte. Bei 21 Meisterschaftseinsätzen kam der ehemalige Kapitän der georgischen U-21-Nationalmannschaft auf eine Bilanz von insgesamt vier Assists. Dabei zeigte er vor allem am 25. Oktober 2009 beim 2:2-Heimremis gegen den FC Kolding eine gute Leistung, als er in der ersten Spielminute die Vorlage zur 1:0-Führung durch Razak Pimpong beisteuerte und in der achten Minute eine neuerliche Torvorlage für Jakob Glerups 2:1-Führungstreffer machte. Im dänischen Fußballpokal war Popchadse in dieser Saison auch erstmals als Torschütze für den Klub erfolgreich. Zudem wurde der Georgier zusammen mit seinem Teamkollegen und Defensivpartner Alexander Juel Andersen im Mai 2010 im Training mit der vereinseigenen U-9-Jungenmannschaft eingesetzt. In der Saison 2010/11 absolvierte der 1,83 m große Linksverteidiger bis zum November 2010 insgesamt zwölf Ligaspiele und war dabei auf dem besten Wege sich endlich als Stammspieler in der Abwehrreihe des Klubs durchzusetzen. Dennoch entschloss er sich im Laufe der Saison dazu, seinen noch bis zum Sommer 2011 laufenden Vertrag mit dem Verein einvernehmlich aufzulösen und stattdessen aus persönlichen bzw. familiären Gründen in seine georgische Heimat zurückzukehren. Bis zu diesem Zeitpunkt hatte der Georgier 92 Spiele für die Viborg FF absolviert und war davon 74 Mal in einer der beiden höchsten dänischen Ligen aktiv. Da der Spieler vor allem wegen Frau und Tochter in seine Heimat zurückwollte, setzte der dänisch Klub viel daran, den Vertrag zum Wohlwollen aller aufzulösen, wonach Popchadse ab November 2011 als vereinslos galt.

### Nach Probetraining in Deutschland und Kurzauftritt in Georgien nach Österreich
Nur einige Wochen später meldete der deutsche Zweitligaklub VfL Osnabrück den georgischen Teamspieler als neuen Testkandidaten für ein mehrtägiges Probetraining, bei dem er Osnabrück-Trainer Karsten Baumann allerdings nicht überzeugen konnte, der den jungen Spieler wieder zurück in seine Heimat schickte. Während sich Popchadse bereits nach einem neuen Arbeitgeber umsah, plagten seinen dänischen Ex-Verein Probleme mit der Suche eines passenden Linksverteidigers, da diese Position nach dem Abgang des Georgiers nahezu unbelegt blieb und nur kurzfristig durch die OB-Leihgabe Timmi Johansen abgedeckt wurde. Zurück in der Heimat unterschrieb der Abwehrspieler schließlich im Februar 2011 einen Vertrag beim in dieser Form erst 2004 gegründeten Klub FC Sestaponi, mit dem er noch in derselben Saison Meister der Umaghlessi Liga wurde. Bis zu diesem Zeitpunkt hatte es der Linksverteidiger auf sechs Ligaeinsätze, davon vier über die volle Spieldauer, und eine Torvorlage gebracht. Dadurch war der Klub automatisch für die 2. Qualifikationsrunde zur UEFA Champions League 2011/12 teilnahmeberechtigt. Für ebendiese Runde war auch der amtierende österreichische Meister SK Sturm Graz teilnahmeberechtigt. Zu ebendiesem Klub wechselte der Georgier schließlich, der unter anderem nach dem Abgang von Abwehrchef Gordon Schildenfeld zusammen mit weiteren Neuzugängen wie Milan Dudić und den altbewährten Defensivspielern aus der Meistermannschaft eine große Lücke zu füllen hatte. Nachdem der Georgier als einziger der getesteten Linksverteidiger positiv auffiel, entschied man sich Anfang Juli 2011 für den 24-Jährigen und unterbreitete ihm einen Vertrag mit einer Laufzeit von einem Jahr sowie einer Option auf weitere zwei Jahre. Bei den Grazern gab Popchadse schließlich am 20. Juli 2011 sein Pflichtspieldebüt, als er in der bereits genannten zweiten CL-Qualifikationsrunde gegen den Videoton FC für eine Halbzeit eingesetzt wurde und dabei sofort überzeugen konnte. Nur wenige Tage später wurde der Spieler bereits erstmals in der Bundesliga eingesetzt, als er am 23. Juli 2011 beim vor allem durch den Schiedsrichter Markus Hameter geprägten 2:2-Heimremis gegen die SV Mattersburg von Beginn an zum Einsatz kam, nach 38 Minuten mit der gelben Karte verwarnt und in der 69. Spielminute als erster Spieler mit Gelb-Rot vom Platz gestellt wurde. Mit der Mannschaft schaffte es der georgische Teamspieler bis in die Play-off-Phase der CL-Qualifikation, nachdem man ausgerechnet in der dritten Runde Popchadses Ex-Klub Sestafoni abfertigte. In der vierten Qualifikationsrunde schieden die Österreicher schließlich nach einem 1:1-Remis im Hinspiel in Weißrussland und einer anschließenden 0:2-Niederlage vor eigenem Publikum gegen BATE Baryssau vom laufenden Turnier aus und nehmen stattdessen an der Europa-League-Gruppenphase teil. Popchadse wurde in insgesamt fünf CL-Qualispielen seines Teams eingesetzt und kam zu insgesamt zwanzig Auftritten in der höchsten Spielklasse Österreichs. Im Sommer 2012 wechselte er zum FK Baku nach Aserbaidschan. 

## Nationalmannschaftskarriere
Vermutlich bereits in zahlreichen verschiedenen georgischen Jugendauswahlen eingesetzt, kam Popchadse im Jahre 2006 erstmals für die U-21-Nationalmannschaft seines Heimatlandes zum Einsatz. Dort entwickelte er sich zu einem starken und oftmals eingesetzten Abwehrspieler, der es bis 2008 auf 12 bzw. 15 Länderspieleinsätze brachte und die Mannschaft zudem einige Zeit als Kapitän anführte. Ebenfalls 2006 gab er junge Defensivakteur auch sein Debüt in der A-Nationalmannschaft Georgiens, als er Anfang März beim 2:0-Sieg über Malta debütierte und es im gleichen Jahr noch zu einem weiteren Länderspieleinsatz brachte. Nach einigen Jahren ohne Einsatz agierte Popchadse vor allem im Jahr 2009 als regelrechte Stammkraft im Nationalteam, wobei er es auf insgesamt fünf Einsätze brachte und mit der Mannschaft unter anderem an der Qualifikation zur WM 2010 in Südafrika teilnahm. 

## Erfolge
mit Dinamo Tifis
- 1× Meister der Umaghlessi Liga: 2004/05
- 1× Sieger des Georgischen Fußball-Supercup: 2005

mit dem FC Sestaponi
- 1× Meister der Umaghlessi Liga: 2010/11